# Oncocnemis fasciatus
Oncocnemis fasciatus är en fjärilsart som beskrevs av Smith 1888. Oncocnemis fasciatus ingår i släktet Oncocnemis och familjen nattflyn. Inga underarter finns listade i Catalogue of Life.